# Instituto de Psicologia e Ciências da Educação da Universidade Lusíada do Porto
O Instituto de Psicologia e Ciências da Educação da Universidade Lusíada do Porto (IPCEULP) é uma unidade orgânica da Universidade Lusíada do Porto, vocacionada para as áreas da Psicologia e das Ciências da Educação.